# 9 × 19 mm Parabellum
Pour les articles homonymes, voir Parabellum.
Le 9 × 19 mm Parabellum est un calibre de cartouche destinée aux pistolets semi-automatiques. C'est à ce jour le calibre d'arme de poing le plus largement répandu au monde, notamment comme munition d'arme de poing standard de l'OTAN. Sa dénomination métrique est 9 × 19 mm. Il est souvent abrégé en 9 mm Para.  Aux États-Unis, depuis l'importation du pistolet Parabellum sous le nom Luger par la firme Stoeger (c'est Georg Luger qui a créé le Parabellum par amélioration du Borchardt - le Parabellum a été adopté par la marine de guerre allemande sous l'appellation P04, puis par la Suisse comme P06, puis par l'armée de terre allemande sous l'appellation P08, que les américains n'appellent que Luger P08) il n'est appelé que 9 mm Luger, et cette appellation est maintenant appliquée par des fabricants européens comme Sellier et Bellot, pour séduire le public américain, gros amateur de cette cartouche. 

## Histoire
Le Luger Parabellum s'inspire du Borchardt C-93 et de sa munition 7,65 × 25 mm Borchardt, que Georg Luger adapte et raccourcit en 7,65 × 21 mm Parabellum. Cette munition sera la base pour une version d'un calibre supérieur et plus puissante, conçue pour fonctionner avec le futur Luger P08. La munition est prête en 1902. Luger la proposera au British Small Arms Committee, ainsi qu'à l'US army en 1903. En 1904, la Kaiserliche Marine l'adopte, suivie en 1908 par la Deutsches Heer, en conjonction avec le Luger P08. Cette cartouche est adoptée notamment par la Belgique, dans le pistolet GP35, fabriqué au Canada avant et pendant la Seconde Guerre mondiale.  Ce pistolet étant envoyé aussi en Grande-Bretagne, sa munition sert de base pour la conception du pistolet mitrailleur Sten britannique, puis ses adaptations Austen et Owen en Australie. La popularité de la munition s’accroît après la guerre, reprise par de nombreuses armes automatiques ou semi-automatiques, de poing ou d'épaule. Le 9 × 19 mm est notamment la munition d'arme de poing standard de l'OTAN, et est utilisée à ce titre par toutes les armées européennes, ainsi que par les États-Unis depuis 1985.
Elle offre un bon compromis entre le poids et la taille (importante pour la capacité des chargeurs), le confort et la précision du tir, et l'efficacité de la balle grâce à sa vitesse à la bouche importante. Cette vitesse dépendra du chargement en poudre de la munition, du type de balle, et de l'arme, mais elle est typiquement supersonique, entre 330 m/s et 400 m/s. Son volume permet d'offrir des armes compactes ou de grande capacité. 
Au début des années 1990, des versions fonctionnant à des pressions plus élevées ont vu le jour. Elles sont identifiées par le suffixe +p ou +p+ pour les cartouches présentant une pression encore plus forte. Cette pression supérieure offre une vitesse initiale plus importante, de l'ordre de 400 m/s pour une munition +p, et donc une énergie cinétique plus élevée. Cette énergie cinétique supérieure favorise l'expansion des balles à tête creuse et renforce donc le pouvoir vulnérant sans réduire la capacité de pénétration de la balle.
Des munitions plus puissantes, comme la .40 S&W ou le 10 mm Auto ont été envisagées et même adoptées à un moment par le FBI, mais il est revenu au 9 mm Parabellum. Ce retour au 9 mm Parabellum fut d'une part le résultat d'une évolution de la munition et le résultat de recherches menées par le FBI d'autre part. Les services du FBI ayant étudié l'efficacité des munitions établirent que l'efficacité d'une munition d'arme de poing était avant tout dictée par le placement du tir et sa capacité de pénétration. Certaines cartouches modernes arrivées sur le marché vers 2007 présentaient désormais les capacités de perforation suffisantes comparativement aux standards attendus. Par ailleurs, les tests menés avec leurs personnels montrèrent que les agents du FBI tiraient plus vite et plus précisément au 9 mm Parabellum qu'avec des armes chambrées en .40SW ou en .45 ACP. Par ailleurs, le diamètre plus faible de la cartouche permet des armes d'une capacité plus importante. Considérant qu'au cours des fusillades recensées par le FBI, 70 à 80 % des tirs manquèrent leur cible, la capacité, la cadence de tir et la précision supérieure permises par la 9 mm Parabellum justifiaient son retour comme munition standard.
Les étuis de 9 × 19 ne sont pas cylindriques comme pour le calibre .45 ACP mais légèrement coniques, de l'ordre d'1/2°.

## La munition de référence des forces de police
Après la Seconde guerre mondiale, la majorité des forces de police européennes disposent d'un armement hétéroclite, constitué d'armes de prise en divers calibres: 7,65 mm Browning, 9 mm Court, 9 mm Parabellum, .45 ACP etc.
L'armement individuel est toutefois standardisé, le plus souvent il s'agit d'un pistolet chambré pour la munition de 7,65 mm Browning/.32 ACP comme le FN 10/22, le Walther PP ou encore l'Unique Rr51.
Aux États-Unis et dans certains pays sud-américains, l'arme de service est le plus souvent un revolver chambré en .38 Special / .357 Magnum , munition au pouvoir d'arrêt bien plus important que le 7,65 mm Browning.
Le 9 mm Parabellum est à l'époque considéré comme une munition militaire, toutefois, il commence à doter certaines forces de police occidentales.
Dans les années 1950, la Gendarmerie nationale française et les Carabiniers italiens sont parmi les premières forces de police à équiper l'ensemble de leurs effectifs d'un pistolet en 9 x 19 mm, respectivement le MAC 50 et le Beretta 1951. Il s'agit de pistolets en simple action, fiables, mais moins appréciés que d'autres modèles comme le Colt 1911A1 en .45 ACP ou le Walther P38 en double action.
Aux États-Unis, la police d'état de l'Illinois est, en 1967, la première à s'équiper d'un pistolet 9 mm Parabellum en double action, à savoir le S&W Model 39. 
La munition de service est souvent d'origine militaire au standard OTAN, à savoir un projectile « blindé » (full metal jacket) qui permet un bon fonctionnement de l'arme, mais au pouvoir perforant trop important. Malgré ces défauts, le pouvoir d'arrêt de la munition 9 x 19 mm reste supérieur à celui de la 7,65 mm Browning.
La transition vers le 9 x 19 mm s'accélère dans les années 1970 : les polices allemandes et néerlandaises remplacent leurs pistolets en 7,65 mm Browning (FN 10/22, MAB D, Unique Rr51, Walther PP...) par des pistolets en 9 mm Parabellum en double action comme le Sig-Sauer P6 (P225) et le Walther P5 .
D'autres forces de police (France, Norvège, Royaume-Uni) passent du pistolet 7,65 Browning au revolver .38 Special/.357 Magnum dans les années 1970-1980.
Les polices américaines remplacent leurs revolvers par des pistolets en 9 mm ou .40 S&W dans les années 1980/1990.
En 1998, la police danoise passe du 7,65 mm Browning au 9 x 19 mm, troquant le Walther PP pour le H&K USP Compact. 
En 2002, la police nationale française est peut-être la dernière force de police occidentale à passer au pistolet chambré en 9 x 19 mm, avec l'adoption du Sig-Sauer SP 2022. Néanmoins, une part non-négligeable des policiers français étaient déjà équipés d'un pistolet en 9 mm Parabellum, comme les CRS et ceux appartenant à des services spécialisés (DCPJ, SPHP, RAID...).
Cette suprématie de la munition 9 mm Parabellum est due aux progrès techniques car autrefois les pistolets semi-automatiques, contrairement aux revolvers, connaissaient des problèmes de fiabilité avec des cartouches à pointe creuse (hollow point). Les revolvers étaient également plus fiables, plus robustes et souvent plus précis.
À partir des années 1980/1990, les munitions de police proposées en 9 x 19 mm deviennent aussi fiables que celles en .38 Special/.357 Magnum. La Speer Gold Dot à pointe creuse expansive, très appréciée aux États-Unis, est adoptée par les polices suédoises, norvégiennes, finlandaises et françaises.
D'autres polices occidentales leur préfèrent des munitions à pointe plus légère en plastique, comme la RUAG Action 4 ou la MEN QD1, voir des munitions soft point (polices autrichiennes, espagnoles...).
Dans les années 2010/2020, les forces de police américaines, sous l'influence du FBI, abandonnent la munition .40 S&W pour le 9 mm Parabellum.
Au XXIe siècle, la majorité des forces de police sont équipées de pistolets 9 mm Parabellum, bien qu'il existe des exceptions comme au Brésil, au Japon ou encore en Corée du Sud.

## Balistique de la9 × 19mmParabellum militaire actuelle
Les spécifications de cette munition peuvent varier en fonction des chargements (volume de poudre et masse de la balle) et en fonction de la longueur du canon utilisée. 
Ainsi, au fil du temps, les munitions de 9 mm Parabellum ont gagné en énergie, le mécanisme du Luger P08 peinerait aujourd'hui à tirer les munitions modernes ; plus spécifiquement les cartouches de type +P. La 9 mm Parabellum standard de l'OTAN présente les caractéristiques indiquées plus bas :
Les munitions de 9 × 19 tirées dans un pistolet-mitrailleur, qui est pourvu d'un canon plus long que celui d'un pistolet conventionnel, peuvent atteindre les 400 m/s à la bouche de l'arme.

## Quelques armes chambrées en 9 mm Parabellum

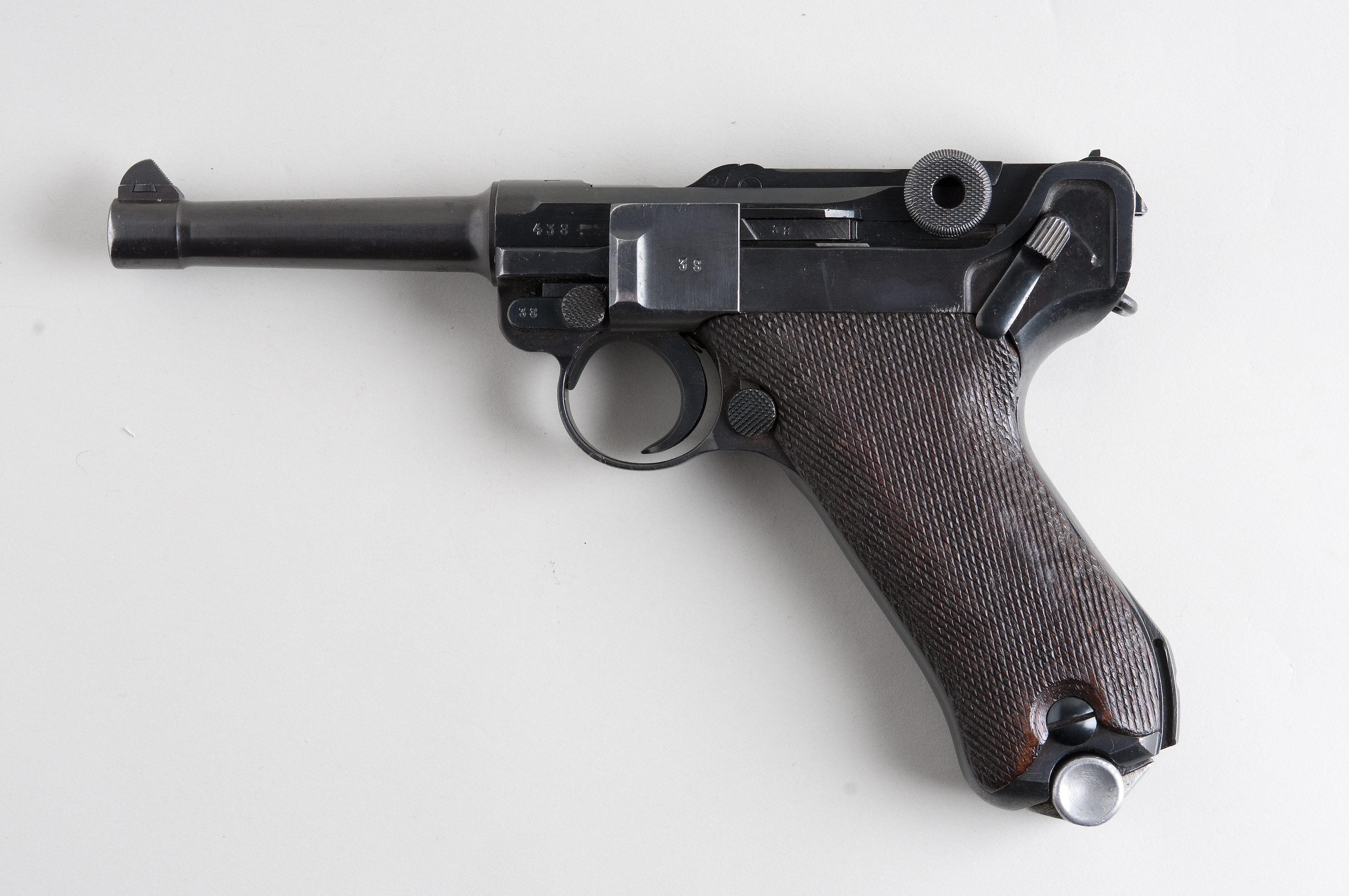
Luger P08
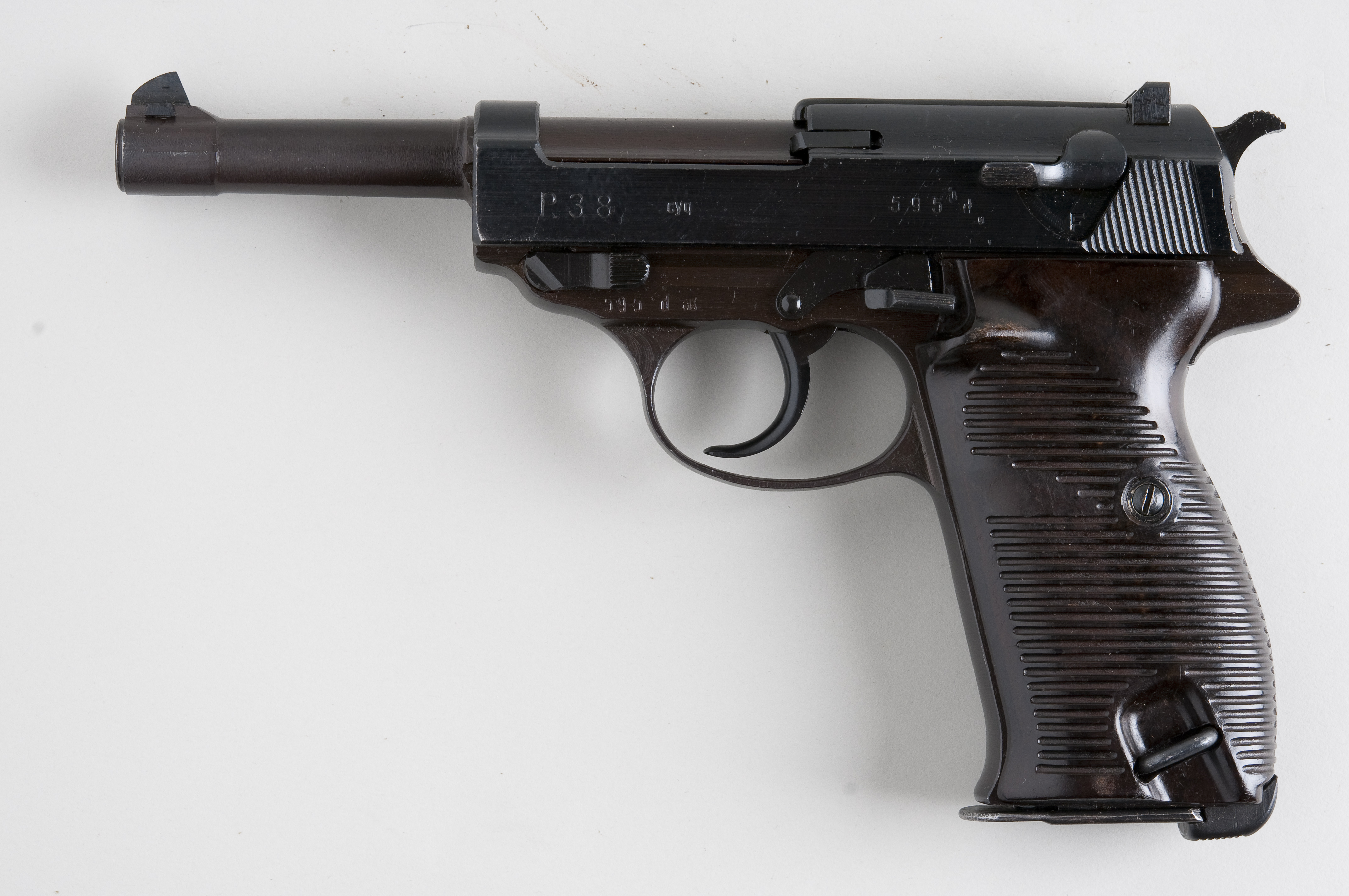
Walther P38
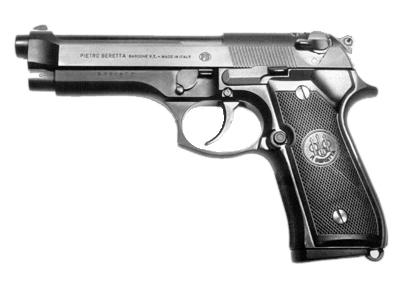
Beretta 92
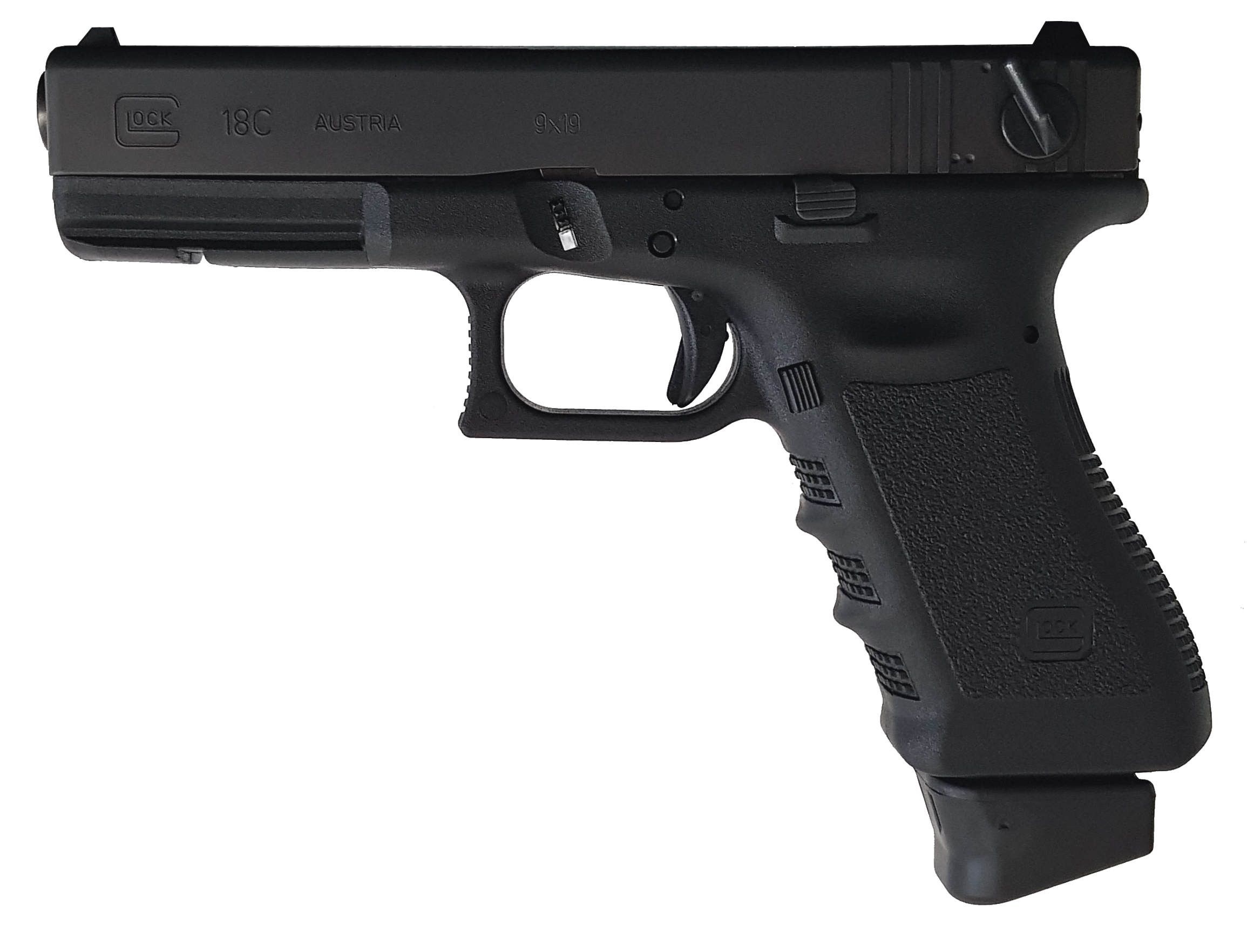
Glock 18C
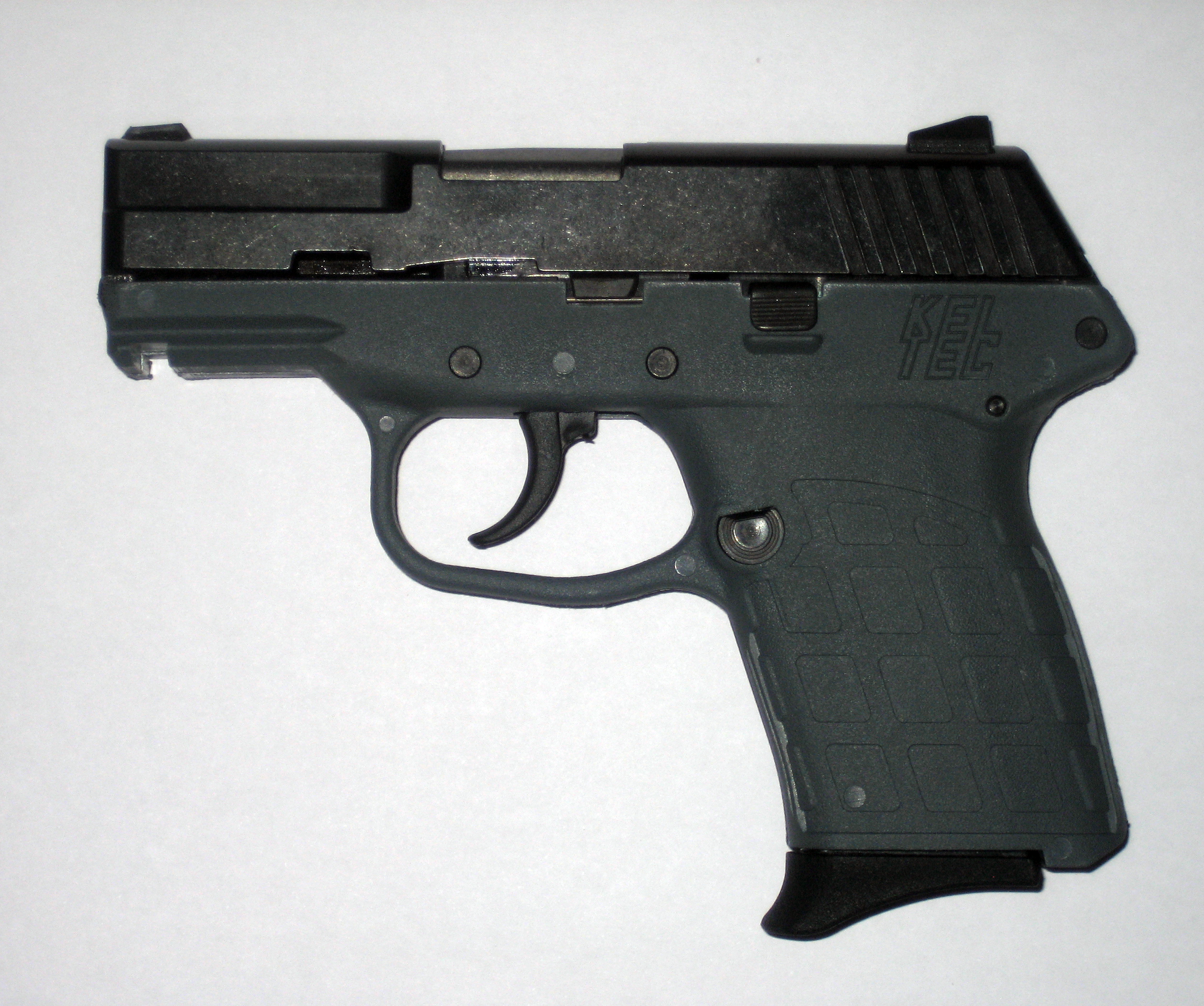
Kel Tec PF9
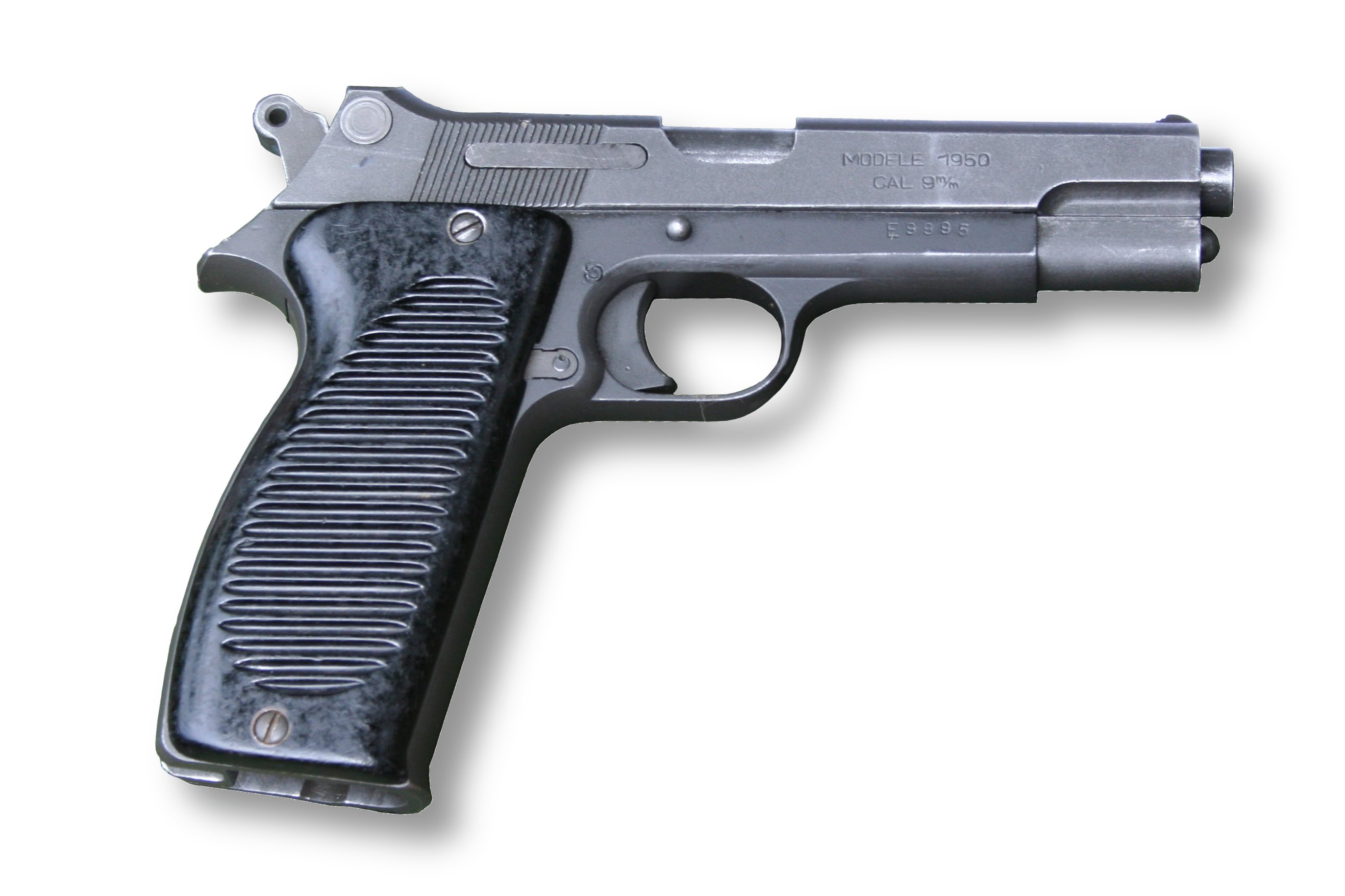
MAC modèle 1950
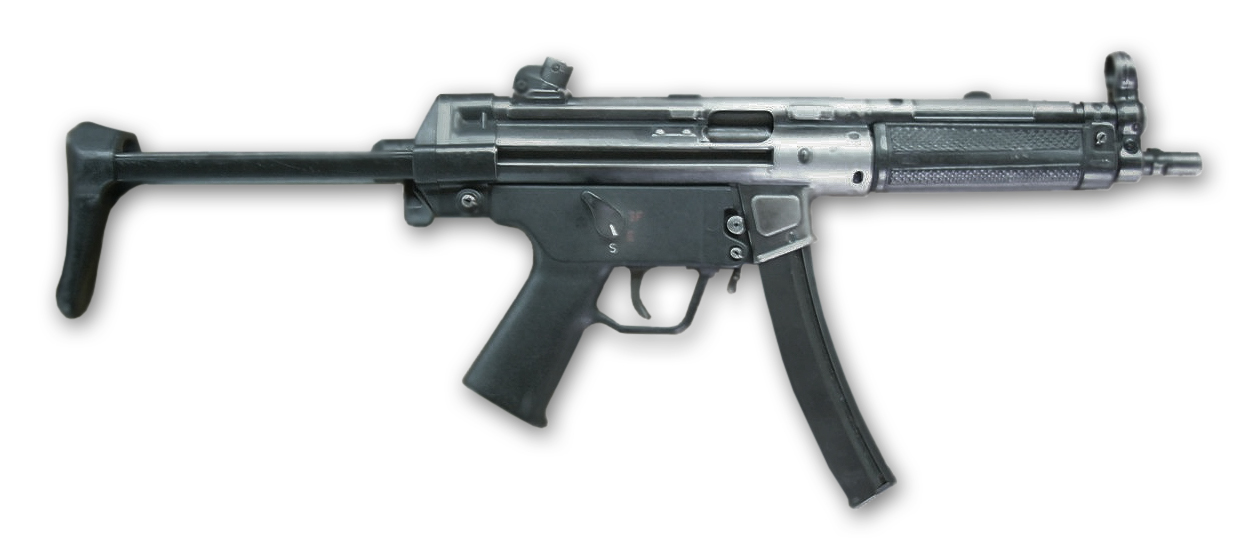
HK MP5

## Comparaisons du9mmLuger
Ce tableau présente les caractéristiques balistiques des munitions d'armes de poing les plus connues. La performance utile typique se base sur les caractéristiques des munitions standard du marché les plus fréquemment rencontrées, ceci à titre de comparaison.
La performance d'une munition, c'est-à-dire son impact sur la cible s'exprime en joules selon la formule E = 1/2 M.V2 où M est la masse et V la vitesse de la balle
Le recul ressenti dans l'arme se mesure, lui, par la quantité de mouvement exprimée en kg m/s selon la formule Q = M.V
Ainsi une munition de calibre .45 ACP a une performance comparable à une munition de 9 mm Luger (environ 510 J), mais provoque un recul supérieur (3,87 kg m/s contre 2,89 kg m/s)
|                                        | Données balistiques (munitions du marché) | Données balistiques (munitions du marché) | Données balistiques (munitions du marché) | Données balistiques (munitions du marché) | Données balistiques (munitions du marché) | Données balistiques (munitions du marché) | Données balistiques (munitions du marché) | Données balistiques (munitions du marché) | Données balistiques (munitions du marché) | Données balistiques (munitions du marché) | performance utile typique* | performance utile typique* | performance utile typique* | performance utile typique* |
| Caractéristique                        | Diamètre balle                            | Diamètre balle                            | longueur cartouche                        | longueur douille                          | poids balle                               | poids balle                               | vitesse min                               | vitesse max                               | Énergie min                               | Énergie max                               | Poids                      | Vitesse                    | Énergie                    | Recul                      |
| -------------------------------------- | ----------------------------------------- | ----------------------------------------- | ----------------------------------------- | ----------------------------------------- | ----------------------------------------- | ----------------------------------------- | ----------------------------------------- | ----------------------------------------- | ----------------------------------------- | ----------------------------------------- | -------------------------- | -------------------------- | -------------------------- | -------------------------- |
| unité                                  | mm                                        | pouce                                     | mm                                        | mm                                        | g                                         | Grain                                     | m/s                                       | m/s                                       | J                                         | J                                         | grain                      | m/s                        | J                          | kg m/s                     |
| Munitions de pistolet semi-automatique |                                           |                                           |                                           |                                           |                                           |                                           |                                           |                                           |                                           |                                           |                            |                            |                            |                            |
| .22 LR                                 | 5,56                                      | .223                                      | 25,40                                     | 15,60                                     | 1,9 - 2,6                                 | 30 - 40                                   | 370                                       | 500                                       | 180                                       | 260                                       | 32                         | 440                        | 200                        | 0,91                       |
| 7,65 mm Browning                       | 7,94                                      | .313                                      | 25                                        | 17,30                                     | 4-5                                       | 62-77                                     | 280                                       | 335                                       | 170                                       | 240                                       | 73                         | 318                        | 239                        | 1,50                       |
| 7,62 × 25 mm TT                        | 7.85                                      | .309                                      | 35.20                                     | 25                                        | 5,5                                       | 85                                        | 376                                       | 482                                       | 390                                       | 655                                       | 85                         | 420                        | 540                        | 3,20                       |
| 9 mm court                             | 9,01                                      | .355                                      | 25                                        | 17,30                                     | 6                                         | 90                                        | 290                                       | 350                                       | 280                                       | 360                                       | 90                         | 300                        | 260                        | 1,72                       |
| 9 mm Luger                             | 9,01                                      | .355                                      | 29,70                                     | 19,15                                     | 6-12                                      | 95-180                                    | 330                                       | 400                                       | 480                                       | 550                                       | 124                        | 360                        | 520                        | 2,89                       |
| 9 mm Imi                               | 9,01                                      | .355                                      | 29,70                                     | 21,15                                     | 8-12                                      | 124-180                                   | 330                                       | 400                                       | 480                                       | 550                                       | 124                        | 360                        | 520                        | 2,89                       |
| .38 super auto                         | 9,04                                      | .356                                      | 32,51                                     | 22,86                                     | 8-10                                      | 124-154                                   | 370                                       | 430                                       | 570                                       | 740                                       | 130                        | 370                        | 580                        | 3,12                       |
| .357 SIG                               | 9,06                                      | .357                                      | 28,96                                     | 21,97                                     | 6,5-8                                     | 100-124                                   | 410                                       | 490                                       | 690                                       | 820                                       | 125                        | 413                        | 692                        | 3,34                       |
| .40 S&W                                | 10,17                                     | .400                                      | 28,80                                     | 21,60                                     | 8,7-13                                    | 135 - 200                                 | 300                                       | 340                                       | 500                                       | 700                                       | 180                        | 295                        | 510                        | 3,44                       |
| 10 mm Auto                             | 10,17                                     | .400                                      | 32,00                                     | 25,20                                     | 9-15                                      | 140 - 230                                 | 350                                       | 490                                       | 680                                       | 960                                       | 180                        | 380                        | 996                        | 4,82                       |
| .45 ACP                                | 11,43                                     | .450                                      | 32,40                                     | 22,80                                     | 11-15                                     | 170 - 230                                 | 255                                       | 340                                       | 480                                       | 670                                       | 230                        | 260                        | 510                        | 3,87                       |
| .45 GAP                                | 11,43                                     | .450                                      | 27,20                                     | 19,20                                     | 11-15                                     | 170 - 230                                 | 255                                       | 340                                       | 480                                       | 670                                       | 200                        | 310                        | 624                        | 4,03                       |
| .454 Casull                            | 11,48                                     | .452                                      | 45,00                                     | 35,10                                     | 16 - 26                                   | 240 - 400                                 | 430                                       | 580                                       | 2300                                      | 2600                                      | 300                        | 500                        | 2460                       | 9,72                       |
| .50 AE                                 | 12,70                                     | .500                                      | 40,90                                     | 32,60                                     | 19 - 21                                   | 300 - 325                                 | 440                                       | 470                                       | 1900                                      | 2200                                      | 300                        | 470                        | 2150                       | 9,13                       |
| Munitions de revolver                  |                                           |                                           |                                           |                                           |                                           |                                           |                                           |                                           |                                           |                                           |                            |                            |                            |                            |
| .22 LR                                 | 5,56                                      | .223                                      | 25,40                                     | 15,60                                     | 1,9 - 2,6                                 | 30 - 40                                   | 370                                       | 500                                       | 180                                       | 260                                       | 32                         | 440                        | 200                        | 0,91                       |
| .22 Magnum                             | 5,56                                      | .223                                      | 34,30                                     | 26,80                                     | 1,9 - 3,2                                 | 30 - 50                                   | 470                                       | 700                                       | 410                                       | 440                                       | 40                         | 572                        | 430                        | 1,48                       |
| .38 Special                            | 9,06                                      | .357                                      | 39,00                                     | 29,30                                     | 8-10                                      | 124-154                                   | 270                                       | 350                                       | 300                                       | 450                                       | 158                        | 295                        | 435                        | 3,02                       |
| .357 Magnum                            | 9,06                                      | .357                                      | 40,00                                     | 33,00                                     | 8-12                                      | 124-180                                   | 380                                       | 520                                       | 780                                       | 1090                                      | 158                        | 395                        | 796                        | 4,04                       |
| .41 Magnum                             | 10,40                                     | .410                                      | 40,40                                     | 32,80                                     | 11 - 17                                   | 170 - 260                                 | 380                                       | 480                                       | 900                                       | 1800                                      | 210                        | 375                        | 956                        | 5,10                       |
| .44 Magnum                             | 10,90                                     | .429                                      | 41,00                                     | 32,60                                     | 16 - 22                                   | 240 - 340                                 | 350                                       | 450                                       | 1000                                      | 1800                                      | 240                        | 360                        | 1010                       | 5,59                       |
| .460 S&W Magnum                        | 11,48                                     | .452                                      | 58,40                                     | 46,00                                     | 13 - 26                                   | 200 - 400                                 | 465                                       | 700                                       | 2700                                      | 3800                                      | 260                        | 630                        | 3340                       | 10,64                      |

| Marque                            | Sellier et Bellot | Geco    | Geco | Geco | Magtech | Magtech  |
| --------------------------------- | ----------------- | ------- | ---- | ---- | ------- | -------- |
| Type                              | FMJ               | Hexagon | FMJ  | HP   | FMJ     | subsonic |
| Poids balle (Gr)                  | 124               | 124     | 124  | 115  | 124     | 147      |
| Poids balle (g)                   | 8                 | 8       | 8    | 7,5  | 8       | 9,5      |
| Vitesse (m/s)                     | 360               | 350     | 360  | 370  | 338     | 302      |
| Energie (J)                       | 518               | 490     | 518  | 513  | 459     | 434      |
| Qté de mouvement = recul (kg m/s) | 2,88              | 2,80    | 2,88 | 2,77 | 2,7     | 2,86     |

## Synonymes
- 9 mm
- 9 mm Luger
- 9 mm OTAN
- 9 × 19 mm OTAN
- 9 x 19 mm COP (Cartouche Opérationnelle de Police)
- 9 mm Parabellum
- 9 mm Para
- 9 mm de guerre